# Elias de Barjols
Elias de Barjols est un jongleur et troubadour, ayant vécu à la fin du XIIe siècle et au début du XIIIe siècle, actif en Provence, entre les années 1191 et 1225. Il fréquente plusieurs cours, dont celles d'Alphonse II de Provence et de Blacatz (Blacas de Blacas). Il est aussi le poète et chantre des comtesses Garsende de Sabran (1180-vers 1242) et Béatrice de Savoie).
Il vécut toute sa vie comme troubadour et, à la fin de ses jours, se fit moine.
Il reste aujourd'hui de lui environ quinze pièces, dont deux descorts.
En 2023, à Barjols, la premiere edition du festival d'art de rue les Toubades d'Elias a été créé en son hommage

## Biographie
Selon le biographe Jean de Nostredame, frère du célèbre Michel de Nostredame, dit Nostradamus, Elias de Barjols était un gentilhomme (p. 347), mais il existe un manuscrit de la Bibliothèque vaticane qui, confirme plutôt « […] une origine moins illustre, et le fait naître d'un marchand à Payols, dans le comté d'Agen (p. 38) ; (p. 347) ».
Dès sa jeunesse, ce fils de négociant préfère le métier de jongleur à celui de commerçant (p. 347). Il commence son métier de troubadour dans le Limousin, et ce, au plus tard avant l'an 1191. Il fait la rencontre du jongleur Olivier avec qui il s'associe pour exercer son métier de jongleur et troubadour (p. 347). Ces deux hommes nomades mènent une vie joyeuse (p. 394) et ils fréquentent des cours célèbres, entre autres celles du vicomte de Limoges et celle du vicomte de Ventadour (p. XVII) ». Ensuite, tous les deux trobadent en Auvergne où ils sont en rapport « […] avec le Dauphin, principal protecteur des troubadours dans cette région […] le plus puissant seigneur de l'Auvergne après les comtes de ce pays […] (p. XVI-XVII) ».
En allant vers le sud, Elias et Olivier de Barjols se placent sous la protection du baron gévaudanien Randon dont la cour aimait beaucoup les troubadours. Ils se rendent aussi en Gascogne où ils entrent en relation avec le comte Géraud Trencaleon de Fezensac, connu aujourd'hui sous le nom de Géraud IV d'Armagnac. Ils se rendent ensuite dans la province de Saintonge (p. XVII).
Après un certain temps, les deux hommes s'arrêtent à la cour d'Alphonse II, comte de Provence, qui les adopte (p. 39). Les textes disent qu'Alphonse II les marie, « dote richement leurs femmes (p. 39) » et « […] leur donna des terres à Barjols dans le diocèse de Riez, d'où Elias a tiré son nom de Barjols (p. 347) » : « El coms Anfos de Proensa si los retenc ab se, e det lor moeillers a Barjols e tarra: e per so los clamavan n Elias et Olivier de Barjols. »
Il existe deux versions pour la suite de sa vie : dans la première version, celle tirée d'un manuscrit de la bibliothèque vaticane ainsi que celle de Jean de Nostredame, Elias de Barjols quitte la cour d'Alphonse II pour aller à celle de Guillaume VI, comte de Forcalquier (p. 39) où il fait la rencontre de la fille de Guillaume, Garsende, à qui il dédie « toutes ses chansons […] (p. 39) ». Il serait resté auprès d'elle tout le temps qu'elle vécut ; à la mort de celle-ci, il se serait retiré à l'hôpital de Saint-Benoît d'Avignon où il finit ses jours (p. 39).
La seconde version — qui semble la plus plausible à cause du contenu des textes de Barjols faisant référence à ses contemporains — est celle que reflètent les manuscrits étudiés par l'abbé Millot. Garsende serait plutôt l'épouse d'Alphonse II et Elias ne s'en serait épris qu'après la mort du comte en Sicile. Elle fut le sujet de ses chansons (p. 39) ; (p. 347) et elle entra en religion, selon les sources, soit en 1222 (p. 352), soit en 1226 (p. XXIII) ; (p. 39).
À la même époque, Elias de Barjols a aussi comme protecteur Blacatz, nom qui revient dans plusieurs de ses chansons jusqu'en 1226 (p. XVII). Elias servait donc deux maîtres ce qui était rendu possible grâce à la bonne entente qui existait entre la cour et Blacatz (p. XXII).

Selon les manuscrits, à l'arrivée en Provence de la comtesse Béatrice de Savoie en 1220, épouse de Ramon Berenguer IV, comte de Provence, Elias lui dédie toutes ses chansons (p. XXIII) ». Ses pièces en font foi parce qu'il cite son nom directement dans, entre autres, la chanson Be(n) deu hom son bon senhor : 
Comtessa Beatris, gran be

aug de vos dir e retraire,

quar del mon etz la belaire,

de las autras dompnas qu'om ve
Comtesse Béatrice, grand bien

J'ai entendu à votre sujet

parce que vous êtes la plus belle

des ladies connues dans le monde.

(Traduction libre)

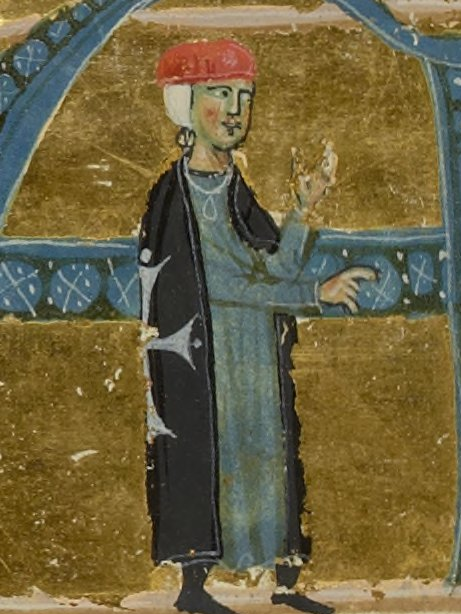
Elias de Barjols.

Puis Elias de Barjols se fait moine chez les « […] hospitaliers de Saint-Benoît (bénédictins), ou Bénezel d'Avignon, dont l'institution utile avait pour but de faire bâtir des ponts sur le Rhône, alors dépourvu de ces moyens de communication, d'en diriger la construction, et de servir dans les hôpitaux les ouvriers malades (p. 39) ; (p. 394-395) ; (p. 352-353) ». C'est là qu'il termina ses jours (p. 394-395), en 1230.

## Son œuvre
Selon sa vida, il a été « un des meilleurs chanteurs de son temps (p. 394) ». Cela est confirmé par l'abbé Millot, dans son Histoire littéraire des troubadours : « Il avait de l'efprit & une belle voix (p. 347). » Son activité de jongleur commence autour de 1191. Elle semble se terminer en 1226, avec les chansons composées pour Béatrice de Savoie. Rien de postérieur à cette période n'a été trouvé (p. XXIII) ».
Elias de Barjols, comme jongleur, interprétait les chansons des troubadours de son époque et « […] il composait de temps à autre une chanson (p. XLVIII) ». Le thème que privilégie de Barjols dans ses pièces est l'amour et il « […] célèbre la fin' amor, l'amour idéal, et il condamne la fals' amor, l'amour passionnel (p. LI) ».

### Extrait du descortSi-L belha m tengues per sieu
Strophe III :
Belha res coind'e guaya, plazens e debonaire,

per merce*us prec que-us playa. Qu'eu vos am

ses cor vaire ; no vulhatz qu'ieu dechaia

ni*m fassalz tan mal traire, que per nulh 

mal quie'n traya de vos nom puesc estraire.

## Listes des pièces de Barjols
Il reste d'Elias de Barjols environ quinze pièces,.

### Sirventes
- Belhs Guazanhs, s'a vos plazia

### Tenson
- En Laufrezetz, si Dieus ioi vos aduga (origine douteuse selon Stanislas Stronski)

### Descorts
- Si-L belha m tengues per sieu
- Una valenta

### Cansons
- Amors be m'avetz tengut
- Amors, be m platz e m sap bo
- Amors, que vos ai forfag
- Be(n) deu hom son bon senhor
- Ben fui conoyssens a mon dan
- Bon' aventura don Dieus
- Car compri vostras beutatz
- Mas comiâi ai de far chanso (origine douteuse selon Stanislas Stronski)
- Morir pogr'ieu, si m volgues
- Pos la belha que m fai doler
- Pos vey que nulh pro no m te

## Pour approfondir